# František Truhlář

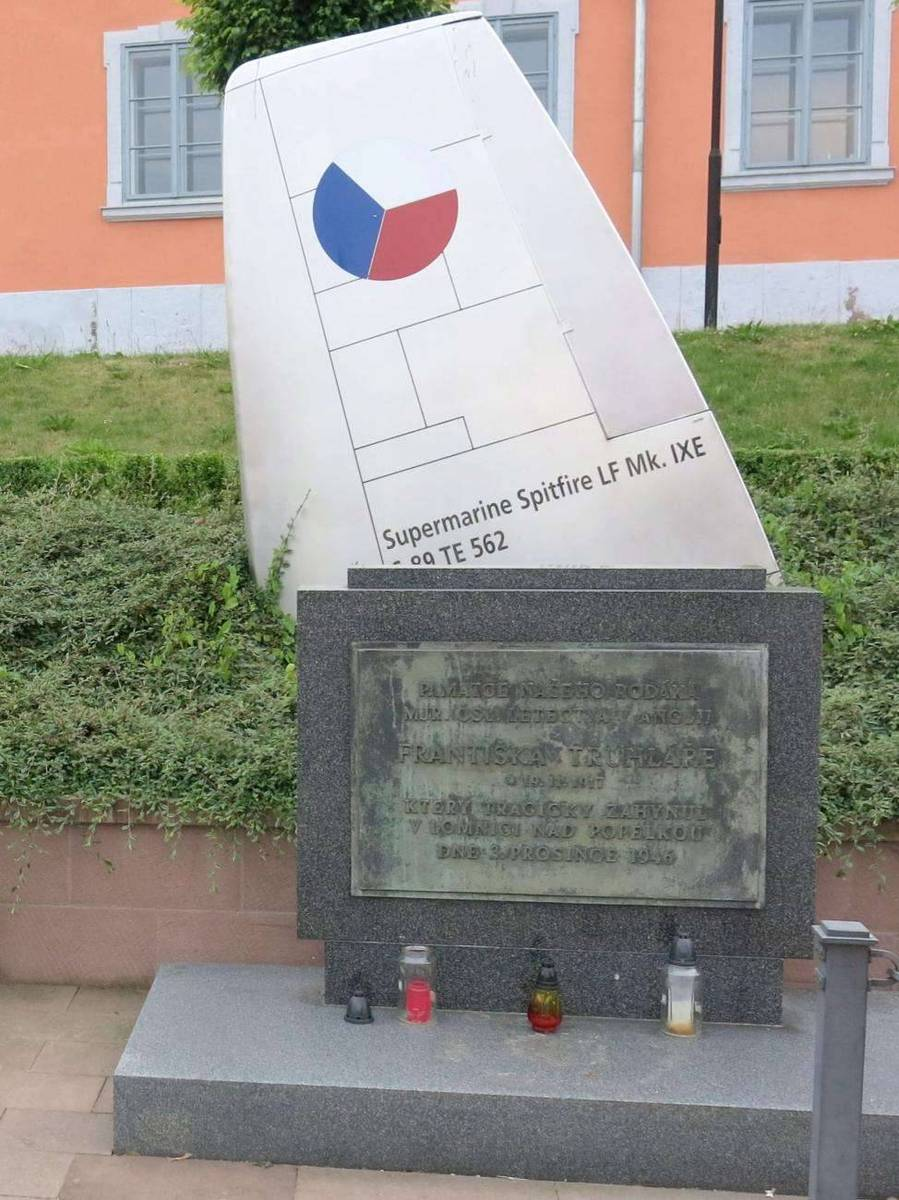
Pomník F. Truhláře u autobusového nádraží v Lomnici nad Popelkou

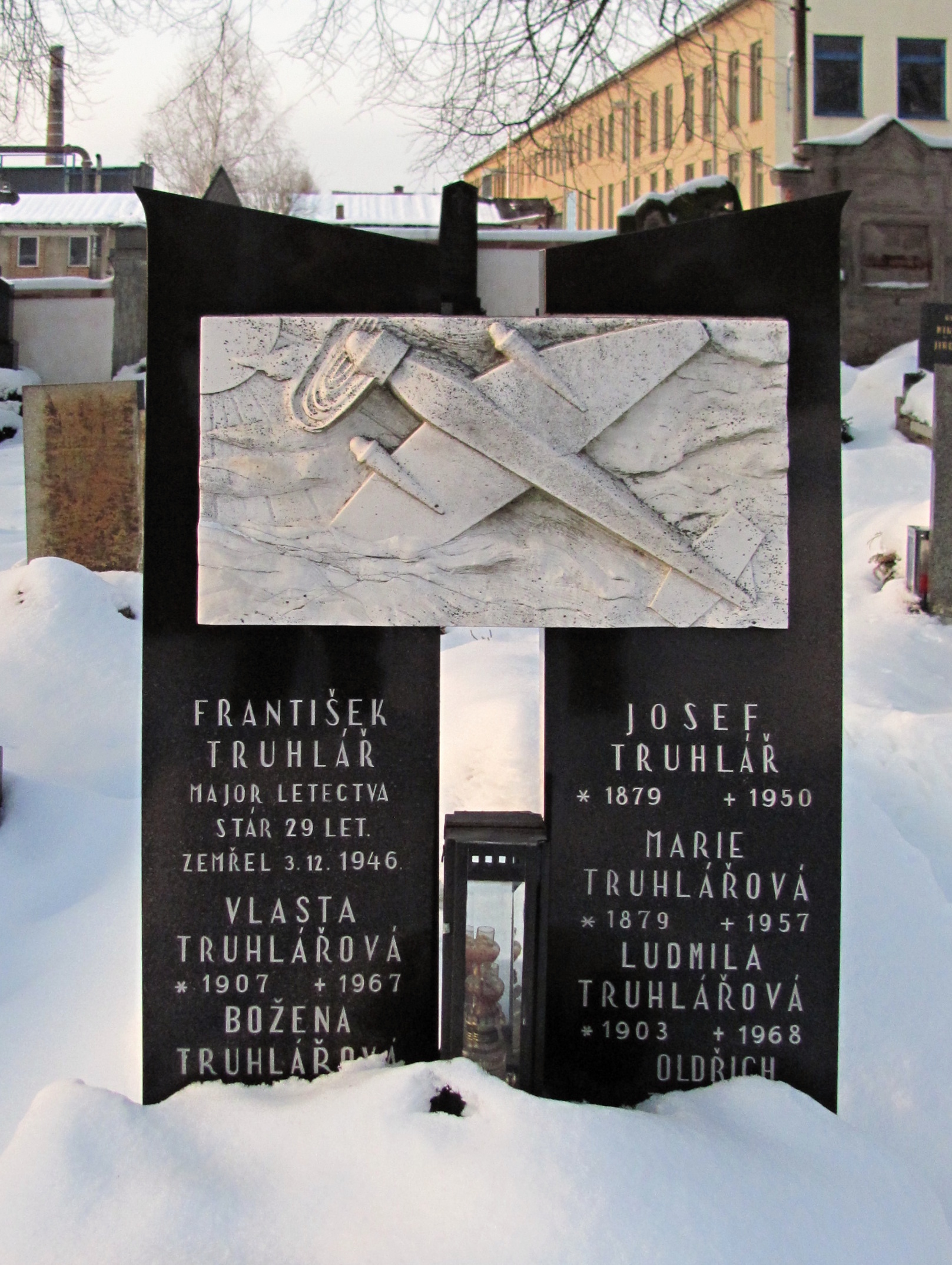
Hrob F. Truhláře na lomnickém hřbitově

František Truhlář (19. listopadu 1917, Lomnice nad Popelkou, Rakousko-Uhersko – 3. prosince 1946, Lomnice nad Popelkou, Československo) byl letec 311. bombardovací perutě a 312. stíhací perutě britské RAF, člen Guinea Pig Clubu.

## Život
Narodil se v rodině dělníka Josefa Truhláře a dámské krejčové Marie, jako jeden ze čtyř dětí, v Lomnici nad Popelkou. Zde navštěvoval obecnou a měšťanskou školu, v Jičíně v roce 1932 navštěvoval učitelský ústav, který ukončil roku 1936 maturitní zkouškou. Poté odešel k odvodům a 1. října 1936 nastoupil do Školy pro důstojníky pěchoty v záloze. Následující rok přešel na Vojenskou akademii v Hranicích. Roku 1938 získal hodnost poručíka a přešel do Hradce Králové k náhradní letce 1. leteckého pluku. Ještě na podzim byl zařazen do kurzu pro pozorovatele letectva u Vojenského leteckého učiliště v Prostějově. Po obsazení Československa Německem se vrátil do rodného města.

## Za války
V roce 1940 František Truhlář opustil Protektorát Čechy a Morava a přes Slovensko, Maďarsko, Jugoslávii, Řecko, Turecko, Sýrii a Libanon se dostal do Francie. Po kapitulaci Francie se dostal na palubě letounu Armstrong Whitworth Ensign do Anglie. K 2. srpnu 1940 byl zařazen do nově vznikající 311. československé bombardovací perutě RAF, pro nedostatek střelců absolvoval střelecký výcvik a byl zařazen do posádky S/Ldr Jana Veselého.
První bojový let posádka absolvovala 8. října 1940, o 8 dní později, při jejich třetím bojovém letu však stroj při návratu havaroval poté, co se v mlze srazil s balónovou baráží. Při havárii letounu zahynuli všichni členové posádky, kromě Františka Truhláře, který utrpěl těžké popáleniny. Po nehodě se dostal do péče plastického chirurga Archibalda H. McIndoea, který Truhláře několikrát operoval. V nemocnici v East Grinsteadu se stal i členem Guinea Pig Clubu, tvořeného těžce popálenými spojeneckými letci a jejich lékaři. V East Grinsteadu se setkal s jiným těžce popáleným čs. letcem Josefem Koukalem.
Po více než roce se vrátil k 311. peruti, odkud však na vlastní žádost odešel do stíhacího výcviku, po kterém byl 1. září 1943 přiřazen k 312. československé stíhací peruti. 11. června 1944 při návratu z šedesátého operačního letu jeho letounu vysadil motor pro nedostatek paliva. Nouzové přistání opět přežil a také utrpěl nové popáleniny. Opět podstoupil několik operací vedených Archibaldem H. McIndoem. V nemocnici prožil konec druhé světové války.

## Po válce
Do vlasti se F. Truhlář vrátil 1. prosince 1945 jako major. V roce 1946 se musel vrátit do Anglie, kde absolvoval ještě jednu operaci. Po návratu do Československa nastoupil jako zástupce velitele Leteckého pluku 12 v Praze - Kbelích. V Československu se také několikrát setkal s bezohledným chováním lidí, kteří měli na Truhlářovu znetvořenou tvář nešetrné narážky. To kontrastovalo s úctou, kterou popáleným letcům všeobecně vyjadřovali Britové.
3. prosince 1946 při letu Praha-Brno odbočil Truhlář z kurzu a letěl nad rodnou Lomnici. Při průletu nad obcí však zavadil křídlem o střechu jednoho z domů a zřítil se. S ohledem na rozhovory s jeho kamarády se uvažovalo i sebevraždě, ale podle výpovědí svědků šlo spíše o leteckou nekázeň při předvádění výkrutu domácímu obecenstvu.
9. května 1971 byl v Lomnici nad Popelkou odhalen jeho památník. 1. června 1991 byl v rámci rehabilitace letců sloužících v Anglii povýšen in memoriam do hodnosti plukovníka. V roce 2008 natočil Ondřej Krejcar o Františku Truhlářovi dokument s názvem Nepřítelem osudu.
V roce 2011 byl pomník znovuodhalen v rekonstruované podobě. Původní křídlo z MiGu 15, na němž F. Truhlář nikdy nelétal, bylo nahrazeno maketou křídla stroje Spitfire, s nímž pilot havaroval.

### Vyznamenání udělená Františku Truhlářovi
- |  Československý válečný kříž 1939 (udělen 2x)
- |  Československá medaile Za chrabrost před nepřítelem (udělena 2x)
- Československá medaile za zásluhy I. stupně
- Pamětní medaile československé armády v zahraničí, se štítky F a VB
- The 1939-45 Star
- The Air crew Europe Star
- The Defence Medal
- The War Medal[10]